# 大石奈緒
大石 奈緒（おおいし なお、1986年9月22日 - ）は、山形県天童市出身のプロボウリング選手。JPBA第45期生。ライセンスNo.487（2012年交付）。所属は(株)マルヰ / 山形ファミリーボウル+飯田通商(株)。用品契約はTxSPORTS（ウェアーのみ）。山形電波工業高等学校卒業。右投げ。血液型A型。夫はプロボウラーの菊池正義。二児の母。

## 人物
『ボウリング革命 P★League』には第11戦より参加。Pリーグでのキャッチフレーズは『北国のスーパーヒロイン』。第12戦、第14戦、第16戦で優勝し、『田町の女王』と呼ばれたこともあった。第35戦より全日本ボウリング協会の方針によりしばらく欠場した。
2012年にプロテストを受験してトップで合格し、第38戦より復帰。第53戦でプロ転向後初優勝。（Pリーグでアマ・プロで優勝したのは大石のみ）
2014年11月28日、プロボウラーの菊池正義と入籍。
2022年5月27日、第一子となる男児を出産。産後1年位は育児に専念したいと語っていた。
2023年3月4日、ランクシーカーのYouTubeチャンネル姫路麗の「うららぼ」にゲスト出演し自身の近況と女子プロボウラーの結婚・出産・育児について語り合った。
2025年1月31日、第二子となる女児を出産。

## 戦績

### 2005年
- 第18回オールジャパンレディーストーナメント 優勝

### 2006年
- 第35回全国都道府県対抗選手権 第3位
- 第19回オールジャパンレディーストーナメント 第2位

### 2007年
- 第41回NHK杯争奪全日本選抜選手権 第5位
- 第45回全日本選手権 個人総合第2位
- 第62回秋田国体成年女子個人戦ユース 第3位

### 2008年
- DHCカップGirlsインターナショナルチャンピオンシップ 優勝

### 2009年
- 第33回ABSジャパンオープン ベストアマ（総合15位）
- 第33回ABSジャパンオープン女子チーム戦 優勝
- 世界選手権大会 女子大会2009トリオ戦 銅メダル

### 2010年
- 宮崎プロアマトーナメント ベストアマ

### 2011年
- 宮崎プロアマトーナメント ベストアマ
- 第35回ABSジャパンオープン クイーンズ6位

### 2012年
- 第7回MKチャリティカップ　優勝

### 2013年
- 宮崎プロアマトーナメント 9位タイ
- プロボウリングレディース新人戦 3位

### 2014年
- 「グリコセブンティーンアイス杯」第2回プロアマボウリングトーナメント 9位（※B公認大会）
- 第9回MKチャリティカップ　8位

### 2015年
- 宮崎プロアマトーナメント 9位タイ
- グリコセブンティーンアイス杯第3回プロアマボウリングトーナメント 8位
- JFEカップ2015千葉女子オープンボウリングトーナメント 7位
- プロボウリングレディース新人戦 6位
- 第10回MKチャリティカップ 13位

### 2016年
- 関西オープン 4位（決勝ラウンドロビン（ポジションマッチ）で、プロ入り後自身初の公認パーフェクトを達成）
- グリコセブンティーンアイス杯第4回プロアマボウリングトーナメント 6位
- 第32回六甲クィーンズオープントーナメント 優勝
- 中日杯2016東海オープン 15位
- プロボウリングレディース新人戦 5位

### 2017年
- 中日杯2017東海オープン 3位
- 第12回MKチャリティカップ 5位
- ROUND1CupLadies2017　9位

### 2018年
- 第39回関西オープン　12位
- 中日杯2018東海オープン　3位
- ROUND1GCB決勝大会　2位
- 第41回STORMジャパンオープン　8位

### 2019年
- 第35回六甲クイーンズオープントーナメント　7位
- コカ・コーラカップ2019千葉オープン女子トーナメント　7位
- ROUND1GCSB2019JPBA決勝大会　9位

#### 2023年
- ROUND1GCSB2023レギュラー部門女子　9位タイ
- コカ・コーラカップ2023千葉オープン女子トーナメント　16位

### 通算成績
- 通算2勝
- 公認パーフェクト2回。

## Pリーグの戦績（第3位以上）
- 第12戦 優勝
- 第14戦 優勝
- 第15戦 第3位
- 第16戦 優勝
- 第17戦 準優勝
- 第21戦 準優勝
- 第26戦 第3位
- 第28戦 準優勝
- 第39戦 準優勝
- 第49戦 準優勝
- 第51戦 準優勝
- 第3シーズンチャンピオン決定戦 準優勝
- 第53戦 優勝（Ｐリーグ初のプロアマ優勝）
- 第4シーズンチャンピオン決定戦 準優勝
- 第63戦 第3位
- 第64戦 優勝
- 第8シーズンチャンピオン決定戦 準優勝
- 第74戦 第3位
- 第100戦 準優勝

## テレビ出演
- 「炎の体育会TV」スペシャル・スプリットクラッシュボウリング（2013年3月2日、TBS系列）
- 炎の体育会TV（2015年12月5日、TBS）
- 桑田佳祐のレッツゴーボウリング 日米オールスター頂上決戦!（2019年1月3日、テレビ東京）[4]